# Boczniak topolowy

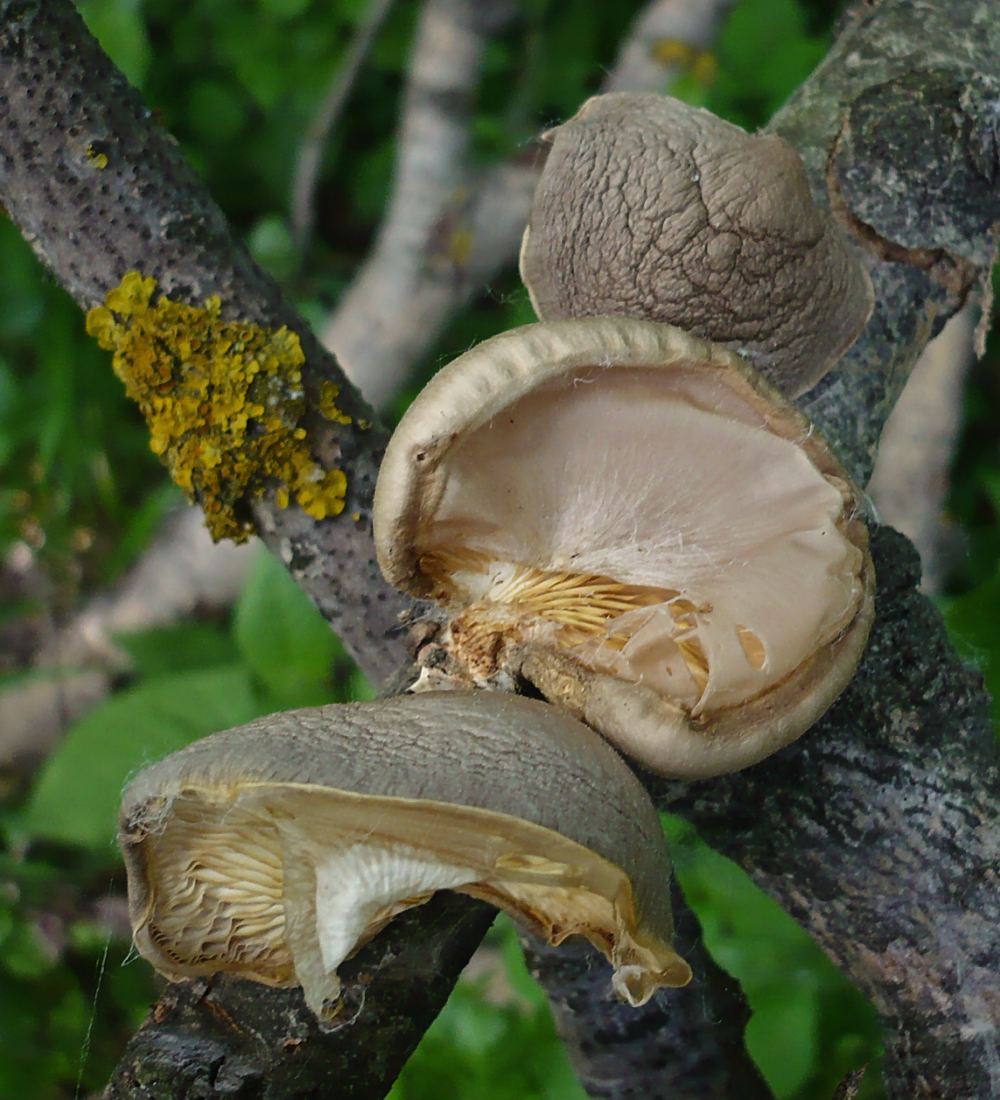

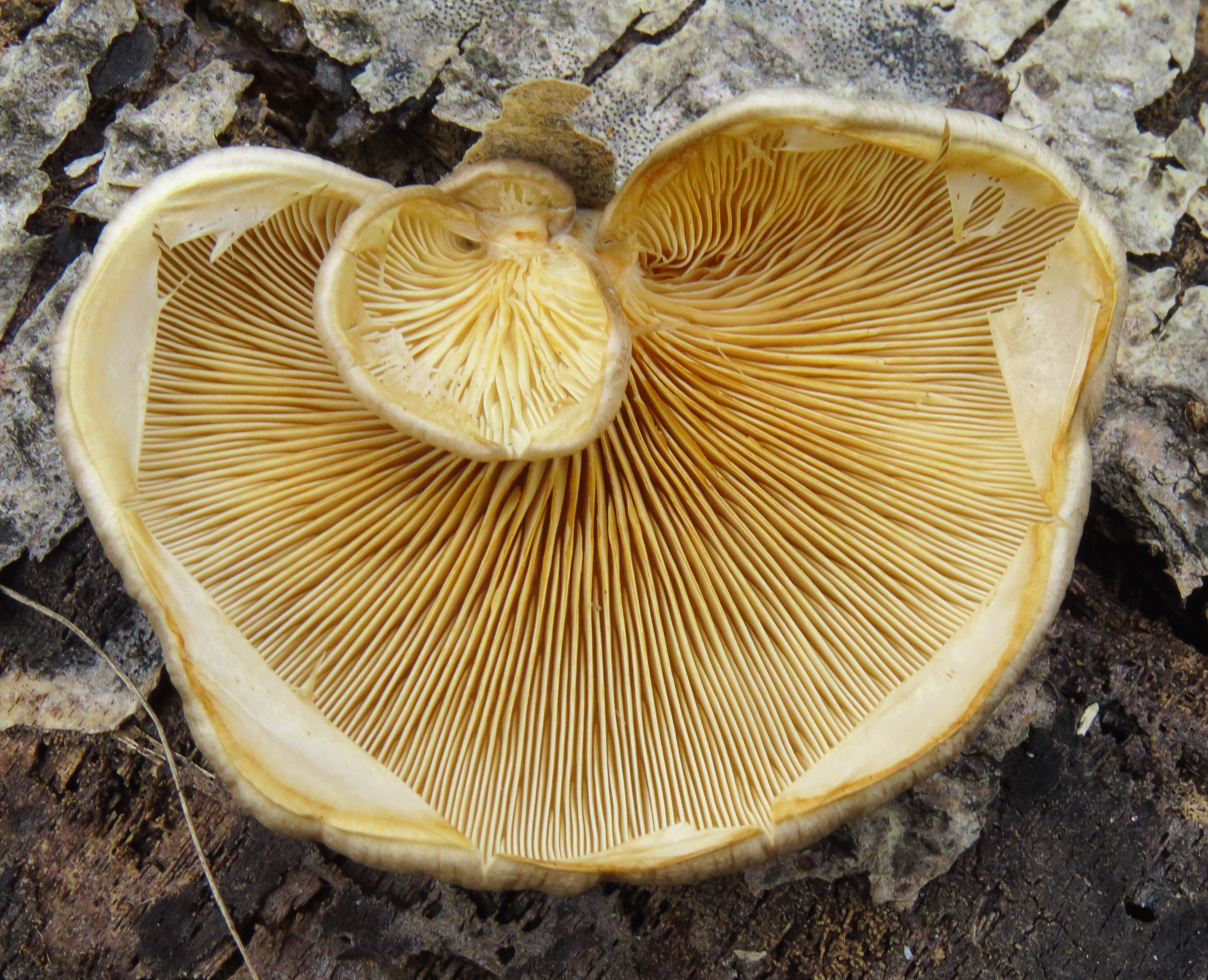

Boczniak topolowy (Pleurotus calyptratus (Lindblad ex Fr.) Sacc.) – gatunek grzybów z rodziny boczniakowatych (Pleurotaceae).

## Systematyka i nazewnictwo
Pozycja w klasyfikacji według Index Fungorum: Pleurotus, Pleurotaceae, Agaricales, Agaricomycetidae, Agaricomycetes, Agaricomycotina, Basidiomycota, Fungi.
Po raz pierwszy takson ten zdiagnozowali w 1857 r. Matts Adolf Lindblad i Elias Fries nadając mu nazwę Agaricus calyptratus. Obecną, uznaną przez Index Fungorum nazwę nadał mu w 1887 r. P.A. Saccardo, przenosząc go do rodzaju Pleurotus.
Synonimy:.
- Agaricus calyptratus Lindblad ex Fr. 1857
- Dendrosarcus calyptratus (Lindblad ex Fr.) Kuntze 1898
- Pleurotus djamor f. calyptratus (Lindblad ex Fr.) R.H. Petersen 2002
- Tectella calyptrata (Lindblad ex Fr.) Singer 1943

Nazwę polską nadał Władysław Wojewoda w 1999 r, wcześniej gatunek ten opisywany był jako boczniak osłonowy. 

## Morfologia
Kapelusz
O średnicy 3–10 cm, półkulisty, muszlowaty lub nerkowaty, do podłoża przyrośnięty bokiem. Powierzchnia gładka, lekko błyszcząca, często do połowy promieniście pomarszczona. W stanie suchym białokremowa, w stanie wilgotnym blado szarobrązowa lub szara. Brzeg podwinięty, często ze zwisającymi resztkami osłony (zwłaszcza u młodych okazów).
Blaszki
Średnio gęste, o szerokości 4-6 mm, białe, u starszych i wyschniętych osobników żółte.
Trzon
Szczątkowy.
Miąższ
Białawy i niezmieniający barwy po uszkodzeniu. Smak słodkawy, zapach przyjemny.
Cechy mikroskopowe
System strzępkowy dimityczny. Strzępki generatywne o średnicy  2–16 μm, ze sprzążkami, cienkościenne, prawie cylindryczne lub wrzecionowate, o długości  30–180 μm, rozgałęzione pod prostym kątem. Strzępki szkieletowe o długości do 600 μm i średnicy 3–6 μm u podstawy, cienkościenne. Powierzchnia kapelusza kutnerowata, pokryta cienkościennymi  strzępkami o średnicy 2–4 μm i długości do  70 μm.
Zarodniki o rozmiarach 9–11 × 3,8–4,5 μm (Pilat podaje 12–15 × 4–5 μm), nioeamyloidalne. Podstawki  24–33 × 8–8,5 μm (według Pilata  27–36 × 6 μm), z czterema sterygmami. Bazydioli brak. Subhymenium wąskie, zbudowane ze splecionych strzępek o szerokości  2–3 μm. Cheilocystydy o rozmiarach  18–40 × 5–10 μm, maczugowate lub nabrzmiałe w środku ze smukłą wypustką o długości 7 μm, na szczycie zakończoną główką o średnicy o rozmiarach 1,5–3 μm. Pleurocystyd brak.

## Występowanie i siedlisko
Opisano występowanie boczniaka topolowego tylko w niektórych krajach Europy. Na terenie Polski w piśmiennictwie naukowym podano kilka stanowisk. Więcej stanowisk (i bardziej aktualnych) podaje internetowy atlas grzybów. Znajduje się na Czerwonej liście roślin i grzybów Polski. Ma status  E – gatunek wymierający. Znajduje się na listach gatunków zagrożonych także w Szwecji i Finlandii.
Wymienione w polskim piśmiennictwie naukowym okazy boczniaka topolowego rosły w lesie lub wzdłuż miejskich ulic, głównie na topoli osice, rzadziej na jarząbie pospolitym, w internetowym atlasie grzybów głównie na obumarłych topolach, czasami na niezidentyfikowanym drzewie liściastym, na Węgrzech na brzozach i jesionach.

## Znaczenie
Saprotrof. Grzyb jadalny.

## Gatunki podobne
Najbardziej podobny jest boczniak białożółty (Pleurotus dryinus). Odróżnia się pokrytą łuskami lub włókienkami powierzchnią kapelusza.